# Talvirovanjärvi
Talvirovanjärvi är en sjö i Gällivare kommun i Lappland och ingår i Kalixälvens huvudavrinningsområde. Sjön har en area på 0,0285 kvadratkilometer och ligger 265,1 meter över havet.

## Delavrinningsområde
Talvirovanjärvi ingår i det delavrinningsområde (741422-176447) som SMHI kallar för Mynnar i Kattån. Medelhöjden är 247 meter över havet och ytan är 25,71 kvadratkilometer. Det finns inga avrinningsområden uppströms utan avrinningsområdet är högsta punkten. Torrioja som avvattnar avrinningsområdet har biflödesordning 5, vilket innebär att vattnet flödar genom totalt 5 vattendrag innan det når havet efter 151 kilometer. Avrinningsområdet består mestadels av skog (73 procent) och sankmarker (23 procent). Avrinningsområdet har 0,03 kvadratkilometer vattenytor vilket ger det en sjöprocent på 0,1 procent.